# Košická Polianka
Košická Polianka este o comună slovacă, aflată în districtul Košice-okolie din regiunea Košice. Localitatea se află la altitudinea de 195 m deasupra n.m., se întinde pe o suprafață de 8,28 km2 și în 2017 număra 1.009 locuitori.

## Istoric
Localitatea Košická Polianka este atestată documentar din 1335.

## Demografie
| An:                | 1994 | 2004   | 2014    | 2024   |
| ------------------ | ---- | ------ | ------- | ------ |
| Număr de persoane: | 906  | 912    | 1007    | 1066   |
| Diferență:         |      | +0,66% | +10,41% | +5,85% |

| An:                | 2023 | 2024   |
| ------------------ | ---- | ------ |
| Număr de persoane: | 1063 | 1066   |
| Diferență:         |      | +0,28% |